# Klischen (Pillkallen)
Klischen, litauisch Klišiai, ist ein verlassener Ort im Rajon Krasnosnamensk der russischen Oblast Kaliningrad.
Die Ortsstelle befindet sich viereinhalb Kilometer nördlich von Pobedino. Die nördliche Grenze der ehemaligen Gemeinde bildet der kleine Fluss Staraja (dt. Alxnuppe, 1938 bis 1945: Hangwasser).

## Geschichte

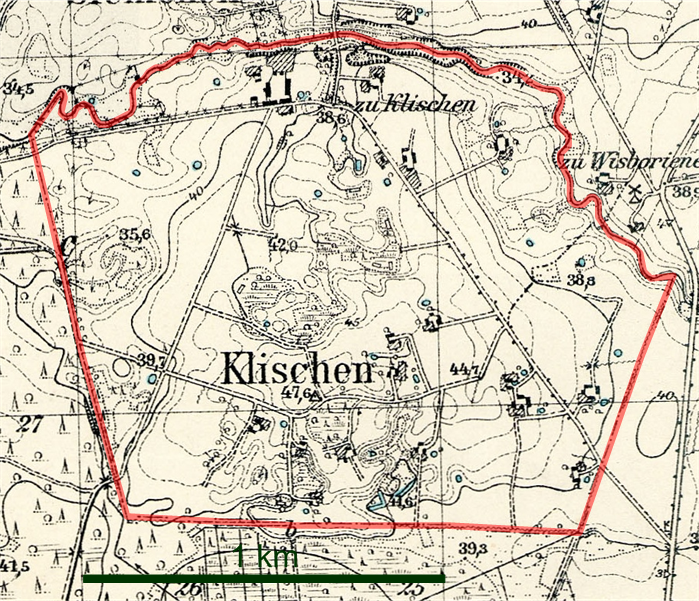
Die Landgemeinde Klischen auf einem Messtischblatt von 1927

Der Ort wurde seit 1556 erwähnt. Er lag südlich der Streusiedlung Dewenthin und wurde zunächst einfach mit Bey Dewenthin bezeichnet. Vor 1580 bekam er die Bezeichnung Chlisseyt. Um 1780 war Klischen ein königliches Bauerndorf. 1874 wurde die Landgemeinde Klischen in den neu gebildeten Amtsbezirk Wisborienen im Kreis Pillkallen eingegliedert. 1945 kam der Ort in Folge des Zweiten Weltkrieges mit dem nördlichen Ostpreußen zur Sowjetunion. Laut dem zweisprachigen Ortsverzeichnis der Oblast Kaliningrad von 1976 gehörten Überbleibsel des Ortes noch zu Liwny (Wisborienen/Grenzhöhe).

### Einwohnerentwicklung
| Jahr | Einwohner | Bemerkungen                 |
| ---- | --------- | --------------------------- |
| 1867 | 138       |                             |
| 1871 | 119       |                             |
| 1885 | 106       |                             |
| 1905 | 122       | davon 22 litauischsprachige |
| 1910 | 126       |                             |
| 1933 | 101       |                             |
| 1939 | 78        |                             |

## Kirche
Klischen gehörte zum evangelischen Kirchspiel Schillehnen. Die katholische Minderheit (1905: 5 von 122 Bewohnern) war bis 1930 in Bilderweitschen und dann in Schillehnen eingepfarrt.